# Diagnoses Plantarum Orientalium Novarum

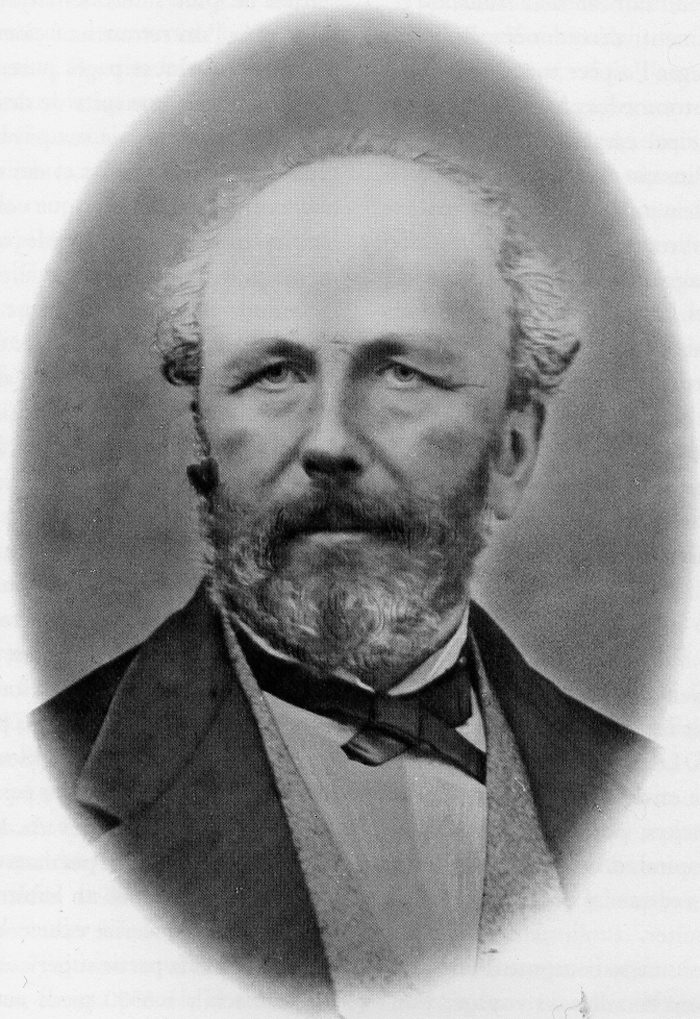
Pierre Edmond Boissier, escritor da obra

Diagnoses Plantarum Orientalium novarum, (abreviado como Diagn. Pl. Orient.), é um livro escrito pelo botânico suíço Pierre Edmond Boissier nos anos de 1842 a 1859. A edição é composta por 2 séries com 3 volumes. [série 1, vol. 1 (1843-1846) e vol. 2 (1849-1854); série 2, vol. 3 (1854-1859)].